# 終戦のローレライ
『終戦のローレライ』（しゅうせんのローレライ）（独：Lorelei: das lied zum ende des Krieges）は、福井晴敏の架空戦記小説。

## 概要
2002年12月に講談社より単行本が発売され、2005年に文庫化。その後『月刊アフタヌーン』（講談社）2005年3月号より、脚色：長崎尚志、作画：虎哉孝征で漫画版が連載され、同じく2005年に『ローレライ』として映画化される。
第24回吉川英治文学新人賞、第21回日本冒険小説協会大賞日本軍大賞受賞。

## あらすじ
舞台は太平洋戦争が終焉を迎えんとする1945年8月。日本に「あるべき終戦の形」をもたらそうと画策する異端の大佐浅倉と、その令を受け困難な任務の遂行にあたる戦利潜水艦《伊507》、ならびにその搭乗員の数奇な運命を描く。
伊507にはナチス・ドイツが開発した特殊音響兵装、通称「ローレライシステム」が搭載されており、それを巡る多くの戦いが引き起こされていく。

## 登場人物
折笠 征人（おりかさ ゆきと）
戦利潜水艦《伊507》乗務員。大日本帝国海軍上等工作兵。1928年（昭和3年）生まれの17歳。
神奈川県の貧村出身。14歳の時に海軍工廠工員養成見習科へ入学。終戦間際、辞令により神奈川の横須賀鎮守府へ転属。横須賀突撃隊に属し、特殊潜水艇「海龍」の漕艇訓練に明け暮れる日々をすごす。
1945年（昭和20年）7月に再び辞令を受け、広島県の呉鎮守府に転属。同年7月24日、呉沖海戦（呉軍港空襲）の後、戦利潜水艦「伊507」に乗艦する。
素潜りの腕は海軍でも抜きんでており、ローレライ回収作戦の要員として抜擢された。また周囲の状況を見極める能力に長け、田口掌砲長からしばしば「目が早い」と評される。
大人の主義主張や軍人のルールに反発したり、己のなすべきことについて悩むなど、まだ少年らしさを感じさせる。
パウラ・A（アツコ）・エブナー
ローレライシステムのオペレーターであり、核となるドイツ人少女。17歳。日本人の祖母を持つクォーター。
幼少の頃は兄と共に祖母のもとで育ったため、多少の日本文化や日本語を理解している。
祖母の死後、ナチス・ドイツの福祉機関レーベンスボルンの姉妹機関「白い家」に送られ、人種改良の実験を受ける。そこでの投薬実験の副作用か、人間離れした「感知能力」を身に付けたことからナチスの秘密兵器として利用されることとなる。
浅倉 良橘（あさくら りょうきつ）
帝国海軍軍令部第一部第一課長。大佐。45歳。
本作の黒幕。
山本五十六の元でロンドンの軍縮予備交渉に趣き、またアメリカ駐在武官として従事したこともあるため、誰よりもアメリカの国力を熟知している。
華族出身であり、海軍大学校卒のエリート。非常に頭脳明晰で、かつ自己に厳しく他者に寛容な人柄。誰よりも祖国や国際社会の未来を予感していた。
本来は前線に出なくてもよい立場だが、ミッドウェーでの敗退から間もなく、「確かめたいことがある」として、南方戦線への転出を願い出た。南方戦線での戦闘や飢餓といった極限の状況を生き残り帰還した後、日本に《あるべき終戦の形》をもたらすため、《国家による切腹》を断行しようと画策する。そして、南方戦線にて生死を共にした部下やその後に同志として引き入れた者達と共に行動を起こすことになる。
絹見 真一（まさみ しんいち）
《伊507》艦長。少佐。43歳。
生粋の潜水艦乗り。身内の不祥事により海軍兵学校で教鞭をとっていたところへ、伊507の艦長として同艦へ乗り込む指令を受ける。
頑固で寡黙な面を窺わせるが、潜水艦乗りとしての意地を見せつける時もある。
フリッツ・S（シンヤ）・エブナー
元ナチス親衛隊（SS）の少尉。21歳。
パウラの兄。ローレライシステムを扱える者、正確にはパウラが気を許せる唯一の人物としてUF-4、伊507に搭乗する。
SSの黒い制服と長い黒髪が特徴。常に冷静沈着、あまり他人と打ち解けたりはしない。しかしパウラの事は人一倍気にかけている。
子供の頃から大人びた言動を見せていたが、それは両親の死によるものである。祖母の死後「白い家」に送られ人種改良実験を受けるが、ある時誤って地雷を踏んでしまった子供を助け、その一部始終を見ていた武装SS中将の目に適い、「白い家」の児童自治団団長となる。
パウラの能力が発覚した後は彼女の後見人として、特例としてSS軍曹の地位を得る。ドイツ人同志からは「黄色いSS」と陰口を叩かれていたが、それはすべて自分達が生き延びるための術であった。
清永 喜久雄（きよなが きくお）
《伊507》乗務員。上等工作兵。17歳。
東京の時計店の息子。巨大な体躯と純粋な心を持つ折笠の親友。小型潜水艇「海龍」の漕艇に長けており、折笠同様ローレライ回収任務に抜擢される。
田口 徳太郎（たぐち とくたろう）
《伊507》掌砲長。兵曹長。42歳。
厳格な心をもち、折笠には陰ながら「無法松」と揶揄されるも、その実誰よりも艦の人員を大切に思っている。南方戦線で戦った経歴を持ち、浅倉とは浅からぬ因縁がある。
高須 成美（たかす なるみ）
《伊507》先任将校兼水雷長。大尉。36歳。
岩村 七五郎（いわむら しちごろう）
《伊507》機関長。51歳。
時岡 纏（ときおか まとい）
《伊507》軍医長。軍医大尉。38歳。
帝国大学で生物学を専攻していた。上戸。
話好きで軽率な言動を取ることもあるが、医者としては優秀。
木崎 茂房（きざき しげふさ）
《伊507》航海長。大尉。37歳
小松 秀彦（こまつ ひでひこ）
《伊507》甲板士官。少尉。24歳
早川 芳栄
《伊507》乗務員。特殊潜航艇「海龍」艇長。
土谷 佑（つちや たすく）
海軍技術中佐。38歳。
その正体はアメリカ海軍情報局（ONI）所属の工作員（スパイ）。日系移民の次男であり、人種差別により理不尽で屈辱的な幼少期を過ごした後、中国系犯罪組織で汚れ仕事をしていた。日米関係が悪化している頃にONIからスカウトされた。
大湊 三吉
帝国海軍軍令部第三部第五課長 大佐。
浅倉とは海軍大学校の同期であり、旧知の仲。彼の陰謀をいち早く察知し、調査に乗り出す。
戦後、「防衛庁広報課」という部署に勤務したらしいが、それは表向きの名称で、その正体は自衛隊内部に設置された非公開情報機関である「治安情報局（後の防衛庁情報局）」である。
中村 政之助
帝国海軍大尉。
大湊の下で浅倉の行方と陰謀を調査する。
天本 徹二
帝国海軍少尉。
中村大尉の後輩で、中村の調査の手伝いをしていた。
戦後は大湊の部下として「防衛庁広報課」に勤務したが、上記のとおり表向きの肩書きに過ぎず、実際は非公開情報機関である「治安情報局（後の防衛庁情報局）」に勤務。

## 用語

### 戦利潜水艦・伊号第五〇七
|            | |
| 艦歴       | |
| 発注       | 1927年12月 |
| 進水       | 1929年10月18日 |
| 竣工       | 1934年5月9日 |
| その後     | 1942年2月18日沈没 その後ナチス・ドイツに鹵獲・改装され、さらに日本海軍に接収され1945年8月11日にテニアン島沖で撃沈。（映画では行方不明）      |
| 除籍       | 1943年12月6日 |
| 性能諸元   | |
| 排水量     | 基準：3250t（水上）、4303t（水中） |
| 全長       | 110m |
| 全幅       | 9m |
| 吃水       | 7.25m |
| 機関       | ディーゼル2軸 水上：12,400馬力 電動モーター 水中：4,000馬力                                                                                  |
| 速力       | 水上：25ノット 水中：15ノット |
| 航続距離   | 不明 |
| テスト深度 | 不明 |
| 兵員       | 8+110名 |
| 兵装       | 550mm固定式魚雷発射管×4門（前部） 550mm旋回式魚雷発射管×4門（後部） 400mm魚雷発射管×4門 203mm連装砲×1基 25mm対空機関銃×2基（映画版では撤去） |
| 潜航艇     | 特殊潜航艇N式潜（ナーバルPsMB-1）×1艇 |

#### シュルクーフ時代
フランス海軍の潜水艦、名称はシュルクーフ（スルクフ）、1934年に竣工。フランス休戦後は自由フランスに所属して、その時世界で最大の潜水艦であった。
1942年2月18日、カリブ海哨戒任務の際、米商船「トムソンライクス」と衝突し、沈没するまでが史実。

#### UF-4時代
乗員の必死の努力によって浮上、漂流していたシュルクーフをナチス・ドイツの潜水艦U109が拿捕し、UF-4となり特殊音響兵装「ローレライ・システム（PsMB-1）」の実験艦として引き取られ大規模改装を受けた。
SSの大量の資金で内部、外観とありとあらゆる場所に徹底的に手を入れられ、艦首、観測機格納庫周辺は見る影もなく変貌した。その結果、船体は近代的に洗練され1.6倍の馬力の機関と最新の装備により屈指の性能をもつ最新鋭潜水艦となった。
ドイツが降伏後、ローレライ・システムを日本に提供し亡命をするため、日本へ回航する。原作小説では回航途中に米潜水艦2隻の襲撃を受けローレライを投棄してしまう。

#### 伊507
1945年5月8日、第二次世界大戦でナチス・ドイツが連合国に降伏し、UF-4を日本海軍が接収して伊507に改名した。その後、海軍軍令部の命令で横須賀海軍工廠で修復と補給を受ける。
新たな原子爆弾投下を阻止するため8月6日に横須賀を出港。原爆搭載機の情報をつかみ、テニアン島へ独自の行動を起こす。
原作小説では回収作業用に改造を受けた海龍を搭載し、原爆投下前の7月24日に特殊兵器を回収するところから物語が始まる。
ドイツの当時最新のテクノロジーによる改装を受け、魚雷と潜航艇を下ろせば水上で30ノットを叩き出せたり220mの潜行が可能であったが、大型なのはどうしようもなく、原作小説では鈍重な本艦の操艦に乗組員が苦心する描写があるが、劇場版では特にそのようには描かれていない。
主砲は本来左右に11度しか旋回できないが、ドイツで変更されたのか広い旋回範囲で射撃している。
原作小説での本艦は、広島・長崎に続く3発目の原爆を積んだ爆撃機を撃墜し目的を遂げた後、艦体損傷により潜航が不可能になり、米艦隊の集中攻撃を受けつつマリアナ海溝を目指す。最期は攻撃により完膚無きまでに破壊され沈没、沈んだ艦体も海底の水圧で圧壊、米軍でもサルベージ不可な深海へと沈降しローレライシステムは完全に消し去られる。一方、劇場版では攻撃を受けながらも潜行していずこかへと姿を消す、という結末になっている。

#### 歴代艦長
1. ?（フランス海軍、1934年5月9日 - ）
2. コルビオ（自由フランス、? - 1942年2月18日）
3. カール・ヤニングス（ドイツ海軍、? - ）
4. 絹見真一少佐（大日本帝国海軍、1945年7月24日 - ）

### ローレライシステム
PsMB-1という正式名をもつ、ナチス・ドイツによる大改修でUF-4に搭載された特殊音響兵器。同艦に接合されたゼーフントを改装したナーバル（映画では特殊潜航艇N式潜）内に配置されている。
第二次世界大戦期の索敵装置を遥かに凌駕した性能を持ち、魚雷の発射時に用いれば百発百中の命中率を得ることができる。探査音波を回避して敵艦に接近することも可能であり、史実では役立たずであった主砲も有効に利用することができた。しかし同時に致命的な欠陥を抱えており、量産も不可能で戦況を覆すまでには至らず、ドイツの降伏を迎えることになる。
発令所にコロセウムと呼ばれる巨大な電球のような描画装置があったが、映画版ではそれでは割れてしまうという理由で机に意匠変更がされている。

### リンドビュルム計画
パウラ・A・エブナーが祖母の死後、ナチス・ドイツの福祉機関レーベンスボルンの姉妹機関「白い家」に送られ、人種改良の実験を受けていた最中に突然開花した特殊能力（水あるいは液体を介して遠くの見えない物体を認識したり、人の思考を感じたりできる能力）を利用して立案された、SSとドイツ海軍が進める革命的な水中探知装置の開発計画。この計画に基づき建造（大規模改装）されたのが、UF4（独通称：ゼーガイスト）と呼ばれた特殊潜水艦であり、その探知装置システムを後にローレライシステムと呼ぶようになった。

### 断号作戦
当時日本の同盟国であったドイツが降伏した後、行き場を失ったドイツ海軍の秘密実験艦（後の伊507）を密かに受け入れ、その乗員を保護し第三国への脱出を手配する代わりに、同艦が有する特殊兵器の技術供与を受けるという作戦。ドイツ艦からの申し出を日本海軍が受ける形で始まった作戦だが、肝心の「特殊兵器」であるローレライシステムの一部を、日本に到着するまでに紛失（文中では投棄）してしまうというドイツ側の失態のために、正式には中止となった作戦である。
しかし浅倉大佐はこの作戦中止を見越して、予め独自の計画を進めており、「断号作戦」が中止になった後は、自らの立場を利用して関係者に中止を撤回したと思わせ、この特殊兵器を持つ潜水艦を独自の計画に利用したとされている。

### 探知法
ローレライシステムに対抗する、ローレライシステムのように特殊ではない一般機器を用いた現実に存在するする音波探知法である。作中ではCZ探知法を元にヘッジホッグ爆雷で対抗する。その精度に伊五〇七乗員も「まさか敵もローレライを装備しているなんて冗談は無いだろうな!?」と、驚愕する。詳細は収束帯 (音波)を参照。

## 書籍情報
- 単行本：講談社
  - 上、2002年12月10日発売[1]、ISBN 978-4-06-211528-5
  - 下、2002年12月10日発売[3]、ISBN 978-4-06-211529-2

- 文庫本：講談社文庫
  - I、2005年1月14日発売[2]、ISBN 978-4-06-274966-4
  - II、2005年1月14日発売[4]、ISBN 978-4-06-274971-8
  - III、2005年2月15日発売[5]、ISBN 978-4-06-275002-8
  - IV、2005年2月15日発売[6]、ISBN 978-4-06-275003-5

## 映画
2005年3月に『ローレライ』のタイトルで実写映画化され公開。

## 漫画
虎哉孝征によるコミカライズ。月刊アフタヌーン（講談社）アフタヌーンＫＣ、2005年3月号から2007年11月号で連載、全5巻。
1. 2005年7月22日発売[8]、ISBN 978-4-06-314387-4
2. 2006年2月23日発売[9]、ISBN 978-4-06-314406-2
3. 2006年9月22日発売[10]、ISBN 978-4-06-314427-7
4. 2007年4月23日発売[11]、ISBN 978-4-06-314447-5
5. 2007年11月22日発売[12]、ISBN 978-4-06-314477-2